# Переярово
Переярово (рос. Переярово) — присілок у Гатчинському районі Ленінградської області Російської Федерації.
Населення становить 37 осіб. Належить до муніципального утворення Сяськелевське сільське поселення.

## Географія
Населений пункт розташований на південній околиці міста Санкт-Петербурга.

## Історія
Згідно із законом від 16 грудня 2004 року № 113—оз належить до муніципального утворення Сяськелевське сільське поселення.

## Населення
| 1838 | 1848 | 1862 | 1928 | 1965 | 1997 | 2002 |
| ---- | ---- | ---- | ---- | ---- | ---- | ---- |
| 143  | ↗153 | ↗156 | ↗238 | ↘161 | ↘18  | ↗27  |
| 2006 | 2007 | 2010 | 2012 | 2013 | 2017 |      |
| ↘20  | ↗21  | ↗24  | ↗28  | ↘26  | ↗37  |      |